# Галла Плацидия
Га́лла Плаци́дия (лат. Galla Placidia; ок. 388 — 27 ноября 450) — дочь римского императора Феодосия Великого. В 414—415 годах — королева вестготов, в 425—437 годах — правительница Западной Римской империи (в малолетство своего сына, императора Валентиниана III).
Личная история Галлы Плацидии наложилась на историю заката Римской империи. Её необыкновенная судьба тесно связана с важными событиями первой половины V века. Рождённая в последние годы существования единой империи, после её окончательного распада в 395 году Галла осталась в Италии под опекой старшего брата, императора Гонория, и его полководца Стилихона.
С 409 года она находилась в знатных заложниках у короля вестготов Алариха I, а после его смерти в 414 году стала женой нового вестготского короля Атаульфа; в этом браке родила сына Феодосия. Овдовев через год, Галла Плацидия стала предметом торга за хлеб между вестготами и Гонорием.
Вскоре после возвращения в Рим (в 416 году) против воли была выдана братом замуж за его успешного полководца Констанция. Во втором браке родила дочь Гонорию и сына Валентиниана, в малолетство которого управляла Западной Римской империей. Скончалась в 450 году, в канун нашествия на Западную Европу гуннов Аттилы.

## Детство и юность (388—408 годы)
Галла Плацидия была дочерью римского императора Феодосия Великого от его второй жены Галлы. Год её рождения точно не известен и определяется около 388. В 395 году последний император единой Римской империи Феодосий Великий скончался, разделив империю между сыновьями (родными братьями Галлы по отцу). Аркадию досталась восточная часть империи, получившая у современных историков название Византийской. Западная часть отошла Гонорию.
Фактическая власть в Западной Римской империи находилась в руках главнокомандующего всеми войсками империи Стилихона. Полуварвар по происхождению, он осознавал непрочность своего положения и старался упрочить его родственными браками с императорской семьей. Сам он был женат на племяннице Феодосия Великого Серене, две его дочери (Мария и Ферманция) последовательно выдавались замуж за императора Гонория. Единственный сын Евхерий был помолвлен с Nobilissima Puella (благороднейшей девушкой) Галлой, и, по словам поэта Клавдиана, ожидался очередной брачный союз с императорской семьей.
Однако планам Стилихона не суждено было сбыться. В августе 408 года, когда Галла Плацидия уже достигла совершеннолетия, всемогущий полководец был казнён Гонорием по подозрению в планах захвата императорского трона в Константинополе. Вскоре был убит и его сын Евхерий.

## Королева варваров (409—416 годы)

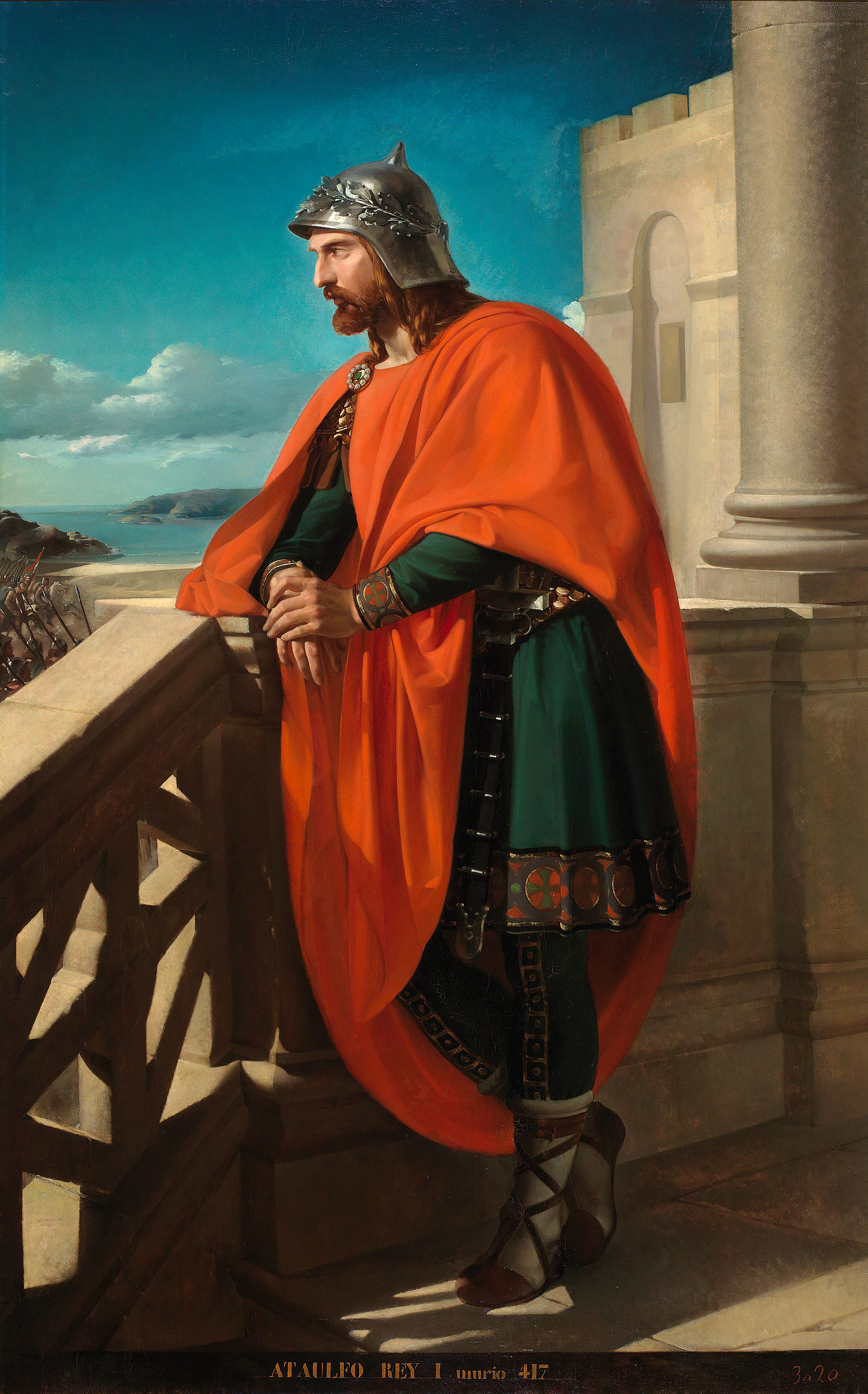
Атаульф — король вестготов. Первый супруг Галлы Плацидии

После казни Стилихона в Италию немедленно вторглись вестготские племена во главе с Аларихом, к ним присоединились другие варвары и рабы империи. Последовательность событий изложена в статье Захват Рима готами (410 год).
В первую осаду Рима Аларихом осенью 408 года сенат с одобрения Плацидии принял решение казнить жену Стилихона Серену (двоюродную сестру Плацидии), считая её виновной в нашествии вестготов. При 2-й осаде Рима в конце 409 года сенат вступил в вынужденный союз с Аларихом, в то время как император Гонорий, осаждённый в Равенне, отказывался удовлетворить требования вестготов. Согласно Зосиме, в числе знатных заложников у Алариха оказалась Галла Плацидия. По словам Олимпиодора в изложении Фотия, Плацидия попала в плен после захвата Рима готами в следующем году. Такой версии развития событий придерживаются и остальные историки V века.
В августе 410 года Аларих захватил и разграбил Рим; в конце того же года он умер на юге Италии. Его преемник, брат его жены Атаульф, вывел вестготов в Галлию в 412 году. Готский историк Иордан (VI век) заметил, что Атаульф женился на своей пленнице Галле Плацидии ещё в Италии, то есть примерно в 411 году, однако его сообщение довольно путанно.
Гонорий с помощью переговоров пытался вызволить свою сестру из варварского плена. Современник и очевидец событий Олимпиодор, основной источник сведений об этом этапе биографии Плацидии, так сообщает о ходе переговоров (в изложении Фотия):

«Атаульф, у которого требовали Плацидию, ответил требованием хлеба, ему назначенного. У обещавших не было возможности его дать, но они тем не менее соглашались предоставить его, если получат Плацидию. Варвар ответил им примерно так же […] Атаульф задумал жениться на Плацидии, а так как Констанций требовал её, то он предъявил ещё более тяжёлые притязания, рассчитывая при невыполнении этих требований на благовидный предлог для её удержания.»

В 413 году Атаульф выступил в Галлии против врагов Гонория. Как заявлял сам Атаульф, он желал создать государство готов и, более того, восстановить величие Римской империи силами готов. Улучшение отношений между вестготами и империей завершилось беспрецедентным браком германского вождя-варвара и благородной римской принцессы.
В январе 414 года в Нарбонне (Галлия) состоялась свадьба Атаульфа (уже имевшего 6 детей от прежней жены) и Галлы Плацидии. Церемония прошла в римских традициях: «Плацидия сидела в украшенном по-римски атрии, в царском уборе; рядом с ней сидел Атаульф, облаченный в хламиду и другие римские одеяния.». Вскоре Галла родила сына, названного Феодосием. Само его имя свидетельствовало в пользу планов Атаульфа соединить вестготов с Римской империей, однако ребёнок умер в младенчестве, и был похоронен в испанской Барселоне, ставшей столицей вестготов.
В августе 415 года король вестготов Атаульф был убит своим дружинником. Власть на 7 дней захватил Сигерик, который истребил детей Атаульфа от первой жены. Галлу Плацидию он заставил «идти перед [своей] лошадью вместе с прочими пленницами, а расстояние, на которое они должны были его провожать, тянулось до двенадцатой мили от города». После скорого убийства Сигерика новый король вестготов Валия вступил в переговоры с представителем Гонория неким Евплутием. В 416 году за 600 тысяч мер хлеба Валия освободил Галлу Плацидию. Кроме того, вестготы стали федератами империи, обязавшись сражаться с её врагами.

## Жена императора Констанция III (417—423 годы)

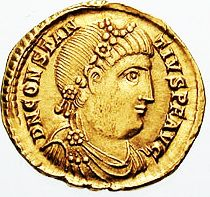
Флавий Констанций — полководец, будущий император. Второй супруг Галлы Плацидии

Сразу после освобождения Плацидии император Гонорий выдал сестру замуж за своего успешного полководца Флавия Констанция. По описанию Олимпиодора, Констанций «имел вид угрюмый и мрачный; пучеглазый, с толстым затылком и плоской головой». Плацидия упорно не соглашалась на брак, но не смогла противиться воле брата-императора.
1 января 417 года состоялась пышная свадьба. В том же или следующем году Плацидия родила дочь Гонорию, а 2 июля 419 года у неё появился сын — Плацид Валентиниан (Placidus Valentinianus), будущий император.
8 февраля 421 года Гонорий сделал Констанция своим соправителем. Как жена императора Плацидия удостоилась титула августы («императрицы»). Её сын Валентиниан получил титул нобилиссима, что означало признание его наследником императорского трона (сам Гонорий не имел сыновей). 2 сентября 421 года Констанций III умер.
Несмотря на вдовство, влияние Плацидии на императора даже усилилось:

«Расположение Гонория к собственной сестре после смерти её мужа Констанция стало таково, что их безмерная любовь и частые поцелуи в уста внушили многим постыдные подозрения.»

Однако борьба за власть дворцовых партий, сложившихся вокруг Гонория и его сестры, привела к разрыву. За Плацидию стояли варвары из её окружения (наследие брака с Атаульфом) и варварский элемент в имперской армии. Хронист Кассиодор сообщил о слухах, что Плацидия обратилась за помощью к неназванным врагам империи, в которых можно увидеть вестготов в Галлии. На улицах столицы Равенны случились «побоища», после чего Гонорий, лишив Плацидию титула августы, выслал её в 423 году вместе с детьми в Константинополь, где правил его племянник, император Феодосий II.
В августе 423 года император Гонорий скончался, освободив трон для сына Галлы Плацидии Валентиниана.

## Августа (424—450 годы)

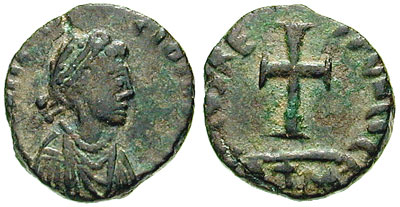
Галла Плацидия на монете, отчеканенной её сыном Валентинианом III. На реверсе крест, типичный для всех монет с Галлой Плацидией, которая была глубоко верующей христианкой.

Пока известия о смерти Гонория шли в Константинополь, пока там принимали решение о преемнике, трон Западной Римской империи захватил начальник имперской канцелярии в Равенне Иоанн. Император Феодосий II послал в 424 году войска, высвободившиеся после войны с персами, на запад для свержения Иоанна и передачи трона своему двоюродному брату Валентиниану.
В том же году Плацидия была восстановлена Феодосием в статусе августы, а её сын провозглашён цезарем. 23 октября 425 года 7-летний сын Плацидии цезарь Валентиниан был провозглашён в Риме императором.
С этого года Галла Плацидия единолично правила Западной Римской империей в качестве регента над сыном до достижения им в 437 году совершеннолетия. Да и после совершеннолетия Валентиниан III не проявлял особого интереса к государственным делам. Прокопий так отозвался об императоре:

«Его мать Плацидия вырастила и воспитала этого василевса в распущенной неге и роскоши, и поэтому он с детства предавался всяким порокам. Он по большей части общался со знахарями и с теми, кто гадает по звёздам; он безумно предавался любовным связям с чужими жёнами, ведя беззаконный образ жизни.»

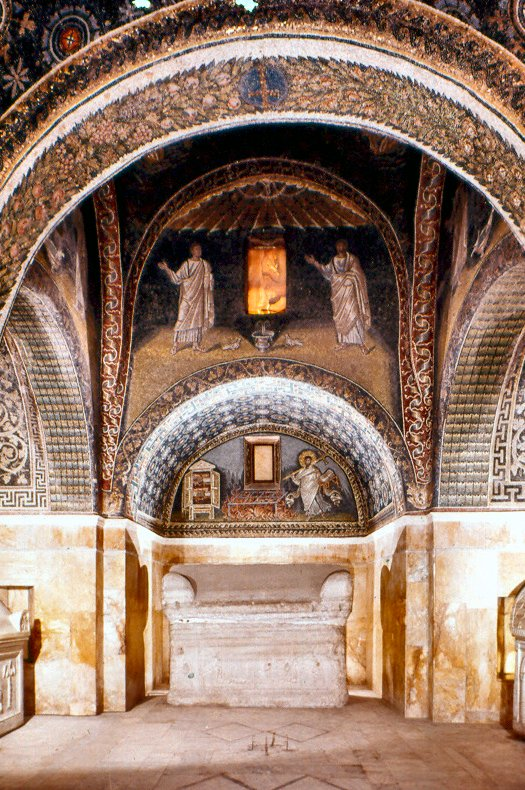
Интерьер мавзолея Галлы Плацидии в Равенне.

Плацидия с самого начала была вынуждена делиться властью с полководцем Аэцием, который прославился разгромив на Каталаунских полях армию гуннов Аттилы в 451 году. Аэций поднялся при узурпаторе Иоанне. Когда византийское войско с Плацидией двинулось на запад, Аэций был послан Иоанном в Паннонию за помощью к гуннам. Аэций вернулся в Италию с шестидесяти тысячной армией гуннов в 425 году, уже после низвержения Иоанна и, признав Плацидию, сумел добиться от неё поста командующего войсками в Галлии. В 425—429 гг. главнокомандующим (magister militum) при Плацидии являлся некий Феликс, который ничем себя не проявил.
В 429 году Аэций заменил Феликса на посту главнокомандующего. Опасаясь чрезмерного усиления Аэция, Галла Плацидия пыталась противопоставить ему Бонифация, наместника в Северной Африке. О борьбе между двумя военачальниками за влияние на Плацидию подробно рассказал Прокопий. В 432 году, потерпев поражение от вандалов, Бонифаций появляется в Италии, где между ним и Аэцием разгорелась настоящая война («ingens bellum»). Видимо, в одном из сражений Бонифаций был смертельно ранен и скончался через 3 месяца.
В 437 году Валентиниан, достигнув совершеннолетия, женился на дочери императора Феодосия Младшего Лицинии Евдоксии. У них родились дочери Евдокия и Плацидия (сына в браке не было). Влияние Галлы Плацидии на государственные дела неизбежно должно было ослабнуть, по крайней мере её имя в хрониках исчезает.
В течение жизни Галла Плацидия покровительствовала церкви, принимала активное участие в утверждении христианской веры в империи, в последние годы пожертвовала большие средства церквям в Равенне. В Равенне ею была построена церковь Сан Джованни Эванджелиста в ознаменование чудесного спасения на море.
27 ноября 450 года Галла Плацидия скончалась в Риме и, более чем вероятно, была погребена в родовой усыпальнице императора Феодосия Сан-Петронила недалеко от собора святого Петра. В Равенне находится гробница, называемая мавзолей Галлы Плацидии, но ни один античный историк не упоминал о погребении августы в Равенне, молчит об этом и Агнелл Равеннский в своей хронике «Liber Pontificalis Ecclesiae Ravennatis». Имеющиеся в мавзолее саркофаги, приписываемые самой Галле и её ближайшим родственникам, по мнению ряда исследователей, изначально не находились в нём, первый раз о них упоминает в XIV веке епископ Ринальдо да Конкореджио. После XIV века многочисленные источники уже уверенно называют здание мавзолеем Галлы Плацидии. Среди возможных причин этого можно назвать как определённое внешнее сходство мозаик мавзолея с мозаиками Мавзолея Констанции (дочери Константина Великого), так и необычная форма погребения тела в одном из саркофагов (тело было усажено на кипарисовый трон).

## Дети
- Феодосий (414—415 гг.) — сын от короля вестготов Атаульфа, умер младенцем.
- Юста Грата Гонория (417—после 452 года) — дочь от полководца Констанция. В 449 году забеременела от приближённого чиновника, после чего её насильственно выдали замуж за престарелого сенатора. Чтобы избежать замужества, она призвала на помощь вождя гуннов Аттилу, который воспользовался этим предлогом для разорения Галлии, а затем вторжения в Италию[m]. После 452 года известия о судьбе Гонории отсутствуют, предположительно она могла быть казнена.
- Флавий Плацид Валентиниан (419—455 гг.) — сын от полководца Констанция. Стал императором в 425 году. Сначала за него правила его мать Галла Плацидия, затем фактическую власть осуществлял полководец Аэций. Убит телохранителем-готом в 455 году.

## В культуре
Роль Плацидии в американском телесериале «Аттила-завоеватель» исполняет актриса Элис Криге.
Роль Плацидии во французско-итальянском фильме «Аттила» 1954 года исполнила Коллет Режис.
Плацидия стала персонажем романа Теодора Парницкого «Аэций — последний римлянин» (1937).
Главная героиня романа Игоря Ефимова «Не мир, но меч» (1996).